# Gelincik (Dicle)
Gelincik (kurd. Erûsek oder Ersek) ist ein Dorf im Landkreis Dicle der türkischen Provinz Diyarbakır. Gelincik liegt in Ostanatolien auf 870 m über dem Meeresspiegel, ca. 10 km nordöstlich von Dicle.
Der Name Gelincik („Kleine Braut“) ist die türkisierte Form des ursprünglichen Namens Arusek. Erûs (kurd.) bedeutet ebenfalls „Braut“.
Im Jahre 2000 lebten 479 Menschen in Gelincik. 2009 hatte die Ortschaft 663 Einwohner.